# アレクサンドル・カントロフ
アレクサンドル・ヤコヴレヴィチ・カントロフ（ロシア語: Александр Яковлевич Канторов；ロシア語ラテン翻字: Aleksandr Yakovlevich Kantorov、1947年4月7日 - ）は、ソビエト連邦、ロシアの指揮者、ヴァイオリニスト、音楽教師。サンクトペテルブルク国立交響楽団《クラシカ》の創設者であり、同団結成以来、芸術監督兼首席指揮者を務める。ロシア連邦功労芸術家（1999年授与）。

## 概要
1947年、レニングラードに生まれた。5、6歳の頃よりヴァイオリンを習い始め、レニングラード音楽院入学後は、ミハイル・ヴァイマンのもとでヴァイオリンを学んだ。同時にイリヤ・ムーシンのクラスでオペラ、交響楽の指揮法を学び、大学院に進んだ後はユーリ・テミルカーノフの指導も受けた。
卒業後、1969年から1980年までの間、レニングラード・フィルハーモニー交響楽団でヴァイオリン奏者として活動し、その後、スヴェルドロフスク国立交響楽団を指揮して指揮者としてデビューし、同団の指揮者陣の一人として1981年から1986年の間、活躍した。精力的に指揮活動を展開する中、2つの室内管弦楽団を自ら創設することとなる。1つは指揮活動の拠点であったスヴェルドロフスクに設立したバッハ室内管弦楽団（ロシア語: Бах-оркестр）、もう1つは故郷のレニングラードに設立した室内管弦楽団「クラシカ」（ロシア語: оркестр «Классика»）である。このうち「クラシカ」の方は、短期間で人気を博し、程無く交響楽団へと規模を拡大し、ソビエト連邦国内のみならず、海外公演も成功させ、1992年1月には国立組織の地位を得ている。カントロフは同団創設以来、四半世紀以上に亘り芸術監督兼首席指揮者を務めている。この他にもソチ音楽祭の芸術監督、ゲルツェン記念ロシア国立教育大学教授職を務め、1999年からはイタリアのサンレモ交響楽団の首席客演指揮者も務めた。1999年にロシア連邦功労芸術家の称号を授与されている。